# سیمو سیریوارا
سیمو سیریوارا (فنلاندی: Simo Syrjävaara؛ زادهٔ ۱۴ ژوئن ۱۹۴۱) بازیکن فوتبال اهل فنلاند بود.
از باشگاه‌هایی که در آن بازی کرده‌است می‌توان به باشگاه فوتبال اوبو و باشگاه فوتبال کوسیسی اشاره کرد.
وی همچنین در تیم ملی فوتبال فنلاند بازی کرده‌است.